# Petrovice (district d'Ústí nad Labem)
Pour les articles homonymes, voir Petrovice.
Petrovice (en allemand : Peterswald) est une commune du district et de la région d'Ústí nad Labem, en Tchéquie. Sa population s'élevait à 932 habitants en 2021.

## Géographie
Petrovice se trouve à 16 km au nord-ouest d'Ústí nad Labem et à 86 km au sud-ouest de Prague.
La commune est limitée par l'Allemagne à l'ouest et au nord, par Tisá et Libouchec à l'est, et par Telnice et Krupka à l'ouest.

## Histoire
La première mention écrite du village date de 1352.

## Transports
Par la route, Petrovice se trouve à 21 km d'Ústí nad Labem et à 106 km de Prague.